# 포항 전투
포항 전투는 한국 전쟁 초기에 유엔군과 북한군 사이에 벌어진 교전으로, 1950년 8월 5일부터 20일까지 대한민국 포항시 주변에서 전투가 계속되었다. 이 전투는 낙동강 방어선 전투의 일부이자 동시에 여러 대규모 교전 중 하나였다. 이 전투는 유엔군이 북한의 조선인민군 3개 사단의 산악 동해안 공격 시도를 격퇴한 후 유엔군의 승리로 끝났다.
대한민국 국군은 미국 해군과 미국 공군의 지원을 받아 낙동강 방어선의 일부로서 동해안을 방어했다. 조선인민군 여러 사단이 산악 지형을 넘어 유엔군을 밀어붙이자, 주요 유엔군 보급선이 있는 대구와 연결되는 중요한 보급로가 있는 포항 주변의 험준한 지형에서 복잡한 전투가 벌어졌다.
2주 동안 조선인민군과 국군은 여러 차례 피비린내 나는 공방전을 벌이며 서로 고지를 점령하고 탈환했으나 어느 쪽도 우위를 점하지 못했다. 마침내 조선인민군의 보급선이 붕괴되고 사상자가 늘어나면서 지친 북한군은 후퇴할 수밖에 없었다.
이 전투는 병력과 장비의 우위로 이전 승리를 거두었던 조선인민군에게 있어 전쟁의 전환점이었다. 그러나 포항에서 그들에게 가해진 거리와 요구사항은 그들의 보급선을 유지할 수 없게 만들었다.

## 배경

### 전쟁 발발

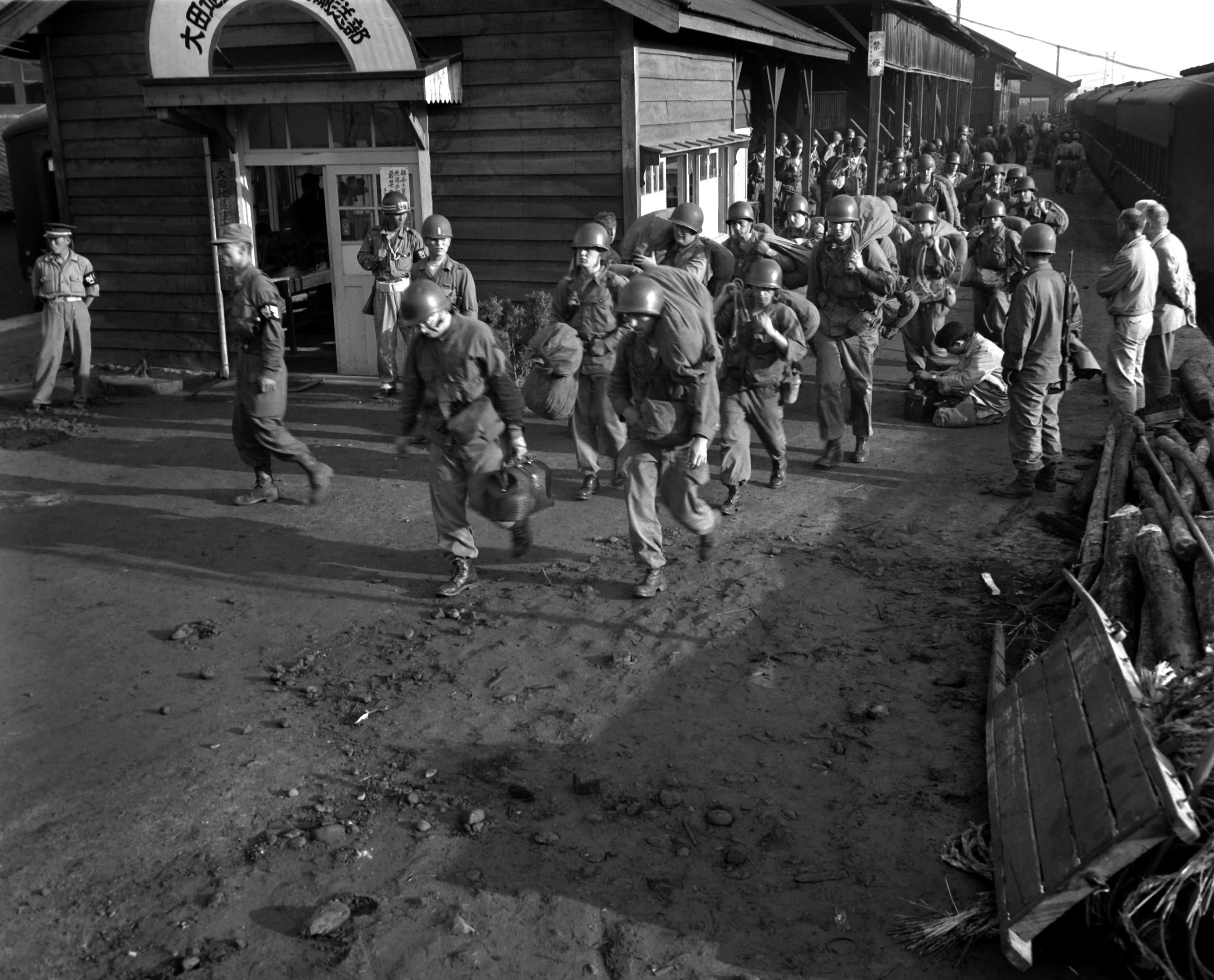
스미스 부대가 한국에 도착한다.

1950년 6월 25일 북한의 남침과 이어진 한국 전쟁 발발 이후, 유엔은 대한민국을 대신하여 분쟁에 참여하기로 결정했다. 이후 미국은 북한의 침공을 격퇴하고 대한민국이 붕괴하는 것을 막기 위해 지상군을 한반도에 파견했다. 그러나 제2차 세계 대전이 끝난 지 5년이 지난 시점부터 극동 주둔 미군 병력은 꾸준히 감소하고 있었으며, 당시 가장 가까운 부대는 일본에 본부를 둔 미 제24보병사단 (미국)이었다.
제24사단 선봉대는 7월 5일 미군과 조선인민군 간의 첫 교전인 오산 전투에서 크게 패했다. 스미스 특수임무부대의 패배 이후 첫 한 달 동안 제24사단은 우세한 조선인민군의 병력과 장비에 의해 반복적으로 패배하고 남쪽으로 밀려났다. 제24사단의 연대들은 조치원, 천안, 평택 주변에서 체계적으로 남쪽으로 밀려났다. 제24사단은 대전 전투에서 최후의 저항을 펼쳤는데, 거의 전멸했지만 조선인민군을 7월 20일까지 지연시켰다. 그 무렵 미 제8군 전투 병력은 해당 지역을 공격하는 조선인민군과 거의 동등한 수준이었고, 매일 새로운 유엔군 부대가 도착하고 있었다.
제24보병사단이 한국 서부 전선에서 싸우는 동안, 조선인민군 제5 및 제12보병사단은 동부 전선에서 꾸준히 전진했다. 89,000명의 조선인민군은 6개 종대로 한국에 진입하여 국군을 기습하여 완전한 패주를 초래했다. 병력이 적었던 국군은 광범위한 조직력 및 장비 부족에 시달렸고, 전쟁에 대비가 되어 있지 않았다. 수적으로 우세했던 조선인민군은 남쪽으로 꾸준히 이동하기 시작하기 전에 전선에서 38,000명의 국군 병력의 고립된 저항을 분쇄했다.

### 북한군의 진격

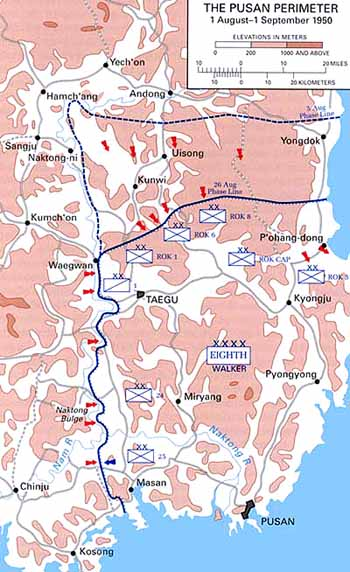
1950년 8월 낙동강 방어선 전술 지도. 포항동에서의 전투는 이 북동부 전선에서 북한군과 한국군 사이에 발생했다.

대전이 함락되면서 조선인민군은 낙동강 방어선을 포위하기 위해 사방에서 에워싸기 시작했다. 조선인민군 제4 및 제6보병사단은 넓은 측면 공격으로 남쪽으로 진격했다. 두 사단은 유엔군의 좌익을 포위하려 했으나, 이 과정에서 극도로 흩어졌다. 동시에 조선인민군 제5 및 제12사단은 우익에서 국군을 압박했다. 그들은 전차와 우세한 병력으로 유엔군 진지를 공격하여 유엔군을 계속해서 격퇴하고 더 남쪽으로 밀어붙였다. 7월 21일, 조선인민군 제2군단은 제12사단에 7월 26일까지 포항시를 점령하라고 명령했다.
계속 밀려났지만, 우익의 국군은 조선인민군 부대를 최대한 지연시키기 위해 남쪽으로 더 저항을 강화했다. 조선인민군과 국군 부대는 여러 도시의 통제권을 놓고 다투면서 서로에게 막대한 사상자를 냈다. 국군은 영덕을 맹렬히 방어한 후 밀려났다. 그들은 또한 안동 전투에서도 잘 싸워 조선인민군 제12사단이 포항에 대한 공격을 8월 초까지 지연시키도록 만들었다. 국군은 또한 상당한 재편성을 거쳤고, 7월 26일까지 많은 신병을 받은 후 국군은 85,871명의 유효 병력을 확보했다.

### 동부 회랑
낙동강 방어선의 국군 전선, 즉 동부 회랑을 따라서는 지형 때문에 지역을 통과하는 것이 극도로 어려웠다. 대구에서 동쪽으로 포항시까지 50 mi (80 km) 떨어진 한국 동해안에는 주요 도로가 나 있었다. 이 선을 가로지르는 유일한 주요 남북 도로는 안동에서 남쪽으로 영천을 거쳐 대구와 포항시 중간 지점으로 이어진다.
방어선을 통과하는 유일한 다른 자연적 통로는 포항시 서쪽 12 mi (19 km) 떨어진 안강읍에 있으며, 이 곳은 험준한 자연 지형을 통과하여 대구로 보급품을 운송하는 집결지였던 주요 철도 허브 경주 근처 계곡에 위치해 있다. 미국 제8군을 지휘하던 월턴 워커 장군은 지형이 의미 있는 공격을 불가능하게 만든다고 판단하여 이 지역을 대규모로 보강하지 않기로 결정하고, 대신 운송 경로를 통한 증원군과 포항시 남쪽에 위치한 연일 비행장으로부터의 공중 엄호로 공격에 대응하는 것을 선호했다.
대구와 포항시 사이의 계곡을 제외하고는, 방어선 주변의 지형은 한국 동해안을 따라 남북으로 뻗어있는 태백산맥 덕분에 극도로 험준하고 산이 많았다. 포항시 북동쪽의 한국군 전선은 특히 험난하여 이 지역에서의 이동이 극도로 어려웠다. 따라서 유엔은 지형을 자연 방어선으로 활용하여 낙동강 방어선의 북쪽 전선을 구축했다. 그러나 험준한 지형은 특히 국군에게는 통신 또한 어렵게 만들었다.

## 서막

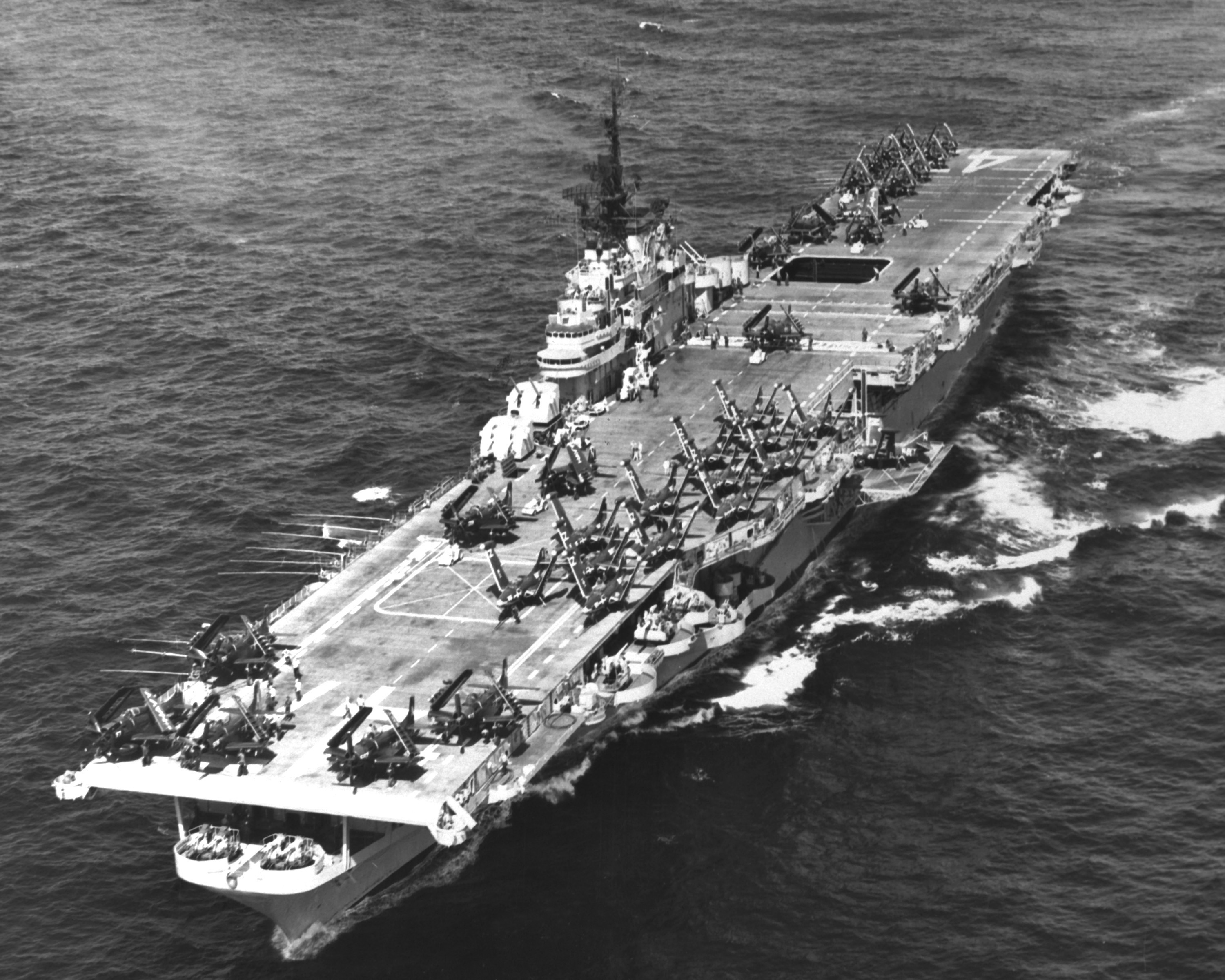
한국 전쟁 당시 항공모함.

대한민국 육군은 58,000명의 병력으로 구성되었으며, 전선을 따라 2개 군단과 5개 사단으로 조직되었다. 동쪽에서 서쪽으로, 제1군단은 제8보병사단과 수도사단을 지휘했으며, 제2군단은 제1사단과 제6보병사단을 지휘했다. 재편성된 제3사단은 국군 본부 직할 부대로 배치되었다. 당시 유엔군 부대의 사기는 전쟁에서 겪은 수많은 패배 때문에 낮았다. 국군은 그때까지 약 70,000명의 병력을 잃었다.
동시에 미국 제5공군은 연일 비행장에서 45대의 P-51 머스탱 전투기를 제공하여 공중 엄호를 지원했으며, 미국 해군은 여러 함정을 통해 해상 지원을 제공했다. 부상자와 고립된 병력의 철수는 USS 밸리포지와 USS 필리핀시 항공모함에 의해 이루어졌다. 중순양함 USS 헬레나와 USS 톨레도 또한 도시에 주둔한 부대에 화력 지원을 제공했다.
조선인민군 병력은 1950년 7월에 원래 약 90,000명의 잘 훈련되고 잘 갖춰진 병력과 수백 대의 T-34 전차로 구성된 10개 사단 규모의 기계화 부대로 조직되었다. 그러나 유엔군의 방어 작전은 북한의 남침을 상당히 지연시켰고, 이로 인해 58,000명의 사상자와 수많은 전차가 파괴되는 손실을 입었다. 이러한 손실을 만회하기 위해 북한군은 경험이 적은 보충병과 징집병에 의존해야 했으며, 이들 중 상당수는 점령된 한국 지역에서 차출된 사람들이었다.
조선인민군은 병력과 장비 부족에 시달렸으며, 그들의 사단들은 병력이 훨씬 부족했다. 국군에 대항하여 서쪽에서 동쪽으로 제8, 제12, 제5사단과 제766독립보병연대가 배치되었다. 8월 5일, 제8사단은 8,000명, 제5사단은 6,000명, 제12사단은 6,000명, 제766독립연대는 1,500명으로 추정되어 이들 부대의 총 병력은 최소 21,500명이었다.

## 전투

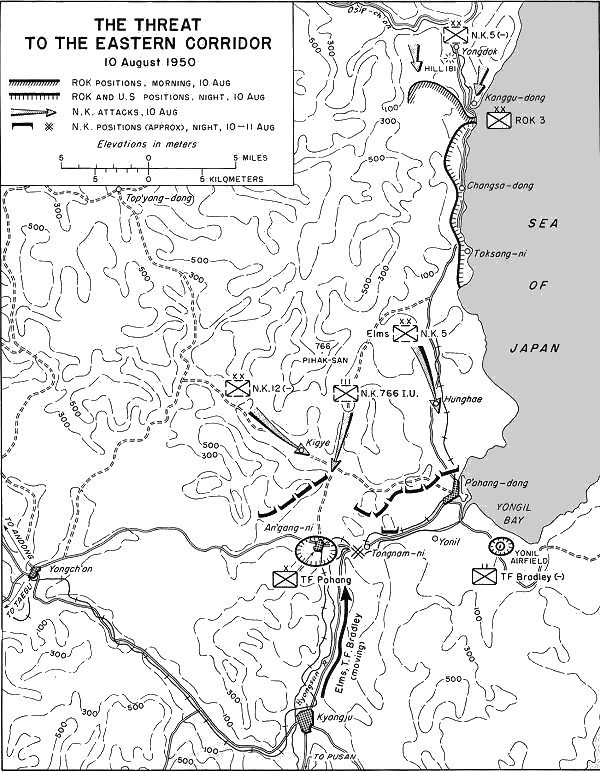
북한군이 유엔군 진지로 진격하는 모습, 1950년 8월 10일.

8월 초, 조선인민군 3개 사단은 국군 방어선에 있는 3개 통로에 대한 공세를 시작했다. 제8사단은 의성에서 영천을 공격했고, 제12사단은 포항시를 공격했으며, 제5사단은 제766독립보병연대와 연합하여 포항 북쪽 6 mi (9.7 km) 떨어진 기계의 안강읍으로 공격했다. 국군은 훈련이 훨씬 부족했고 장비도 제대로 갖추지 못했기 때문에 낙동강 방어선에서 가장 약한 전선을 형성했다. 북한군은 그곳에서 가장 성공할 수 있을 것이라고 생각했다.

### 초기 전개
조선인민군 제8사단의 공격은 거의 즉시 교착 상태에 빠졌다. 이 사단은 의성군에서 영천으로 진격했다. 그러나 국군 제8사단에 의해 기습을 당하고 측면 공격을 받으면서 대구-포항 회랑에 도달하는 데 실패했다. 제8사단 제3연대는 국군에 의해 거의 전멸당했고, 제2연대가 구원 시도를 했으나 제2연대에도 최소 700명의 사상자가 발생했다. 최소 6대의 전차도 미 공군 F-51 머스탱과 지뢰에 의해 파괴되었다.
이 전투는 매우 격렬하여 조선인민군 제8사단은 한 주 동안 전진을 시도하기 전에 진지를 고수해야 했다. 마침내 돌파했지만, 국군의 저항으로 다시 교착 상태에 빠지기 전까지는 잠시밖에 전진할 수 없었다. 이 사단은 보강을 기다리기 위해 두 번째로 멈춰야 했다. 그러나 다른 두 공격은 유엔군을 기습하여 더 큰 성공을 거두었다. 조선인민군은 국군을 빠르게 밀어붙였다.
조선인민군과 국군 제8사단 동쪽에서는 조선인민군 제12사단이 낙동강을 안동시에서 건너 소규모 그룹으로 산을 통과하여 포항시로 이동했다. 이 사단은 병력이 훨씬 부족했고 포병대 중 적어도 한 개 대대는 탄약이 없어 포를 북쪽으로 돌려보내야 했다. 유엔군 계획자들은 제12사단이 이 작전을 효과적으로 수행할 수 있을 것이라고 예상하지 못했기 때문에, 그들의 병력이 이 지역에 그렇게 대규모로 침투했을 때 준비가 되어 있지 않았다.
8월 9일, 국군 수도사단 제25연대 병력은 기계에서 산을 뚫고 영덕 남쪽에 있는 국군 제3사단과 접촉을 시도했다. 이들은 북쪽으로 2.5 mi (4.0 km) 진격하다가 맹렬한 조선인민군의 저항에 부딪혀 거의 남쪽으로 5 mi (8.0 km) 밀려났다. 국군 제3사단이 측면 공격을 당하고 있다는 것이 유엔군에게 명백해졌다. 제3사단은 포항시 북쪽 20 mi (32 km) 지점에 도로를 점유하고 있었지만, 내륙 산악 지대에는 방어선이 없었고 조선인민군 부대가 그곳을 침투했다.
그 동안 국군 제3사단은 해안 도로를 따라 포항시로 진격하는 조선인민군 제5사단과 격렬하게 교전 중이었다. 사단들의 충돌은 영덕을 중심으로 이루어졌으며, 양측은 여러 차례 도시를 점령하고 탈환했다. 8월 5일, 조선인민군은 공격을 시작하여 다시 국군으로부터 도시를 빼앗고 남쪽으로 밀어붙였다. 8월 6일 19시 30분, 국군은 고지를 탈환하기 위한 반격을 시작했다.
미군 항공기와 함정은 로켓, 네이팜탄, 포탄으로 도시를 포격한 후 국군 제22, 23연대 병력이 도시를 휩쓸었다. 그러나 조선인민군 제5사단 병력은 영덕 남쪽 흥해의 해안 도로에 침투할 수 있었다. 이로 인해 국군 제3사단은 효과적으로 포위되어 포항시 북쪽 몇 마일 지점에 고립되었다. 조선인민군 제766독립연대는 국군 제3사단 주위를 우회하여 포항시 주변 지역을 점령했다.
심각한 병력 부족으로 인해 국군 지휘관들은 조선인민군의 포항 시내 진입을 지연시키기 위해 포항여자중학교 방어를 학도의용군 한 개 중대에 맡겼다. 8월 11일, 이 소대는 진지를 고수하며 수적으로 우세한 조선인민군에 맞섰다. 초기 71명이었던 소대원 중 48명이 11시간의 전투에서 사망했다. 이 전투의 일부는 영화 포화 속으로에 묘사되어 있다.

### 유엔군의 반격
8월 10일, 미 제8군은 국군 제17, 25, 26연대와 국군 제1유격대대, 해병대대, 그리고 미 제18야전포병대대 포대 1개로 구성된 포항 특수임무부대를 조직했다. 이 특수임무부대는 산악 지역의 조선인민군을 소탕하는 임무를 부여받았다. 동시에 제8군은 제2보병사단 (미국) 부사령관인 조셉 S. 브래들리 준장 지휘 아래 제8보병연대와 제2보병사단 병력으로 구성된 브래들리 특수임무부대를 편성했다. 브래들리 특수임무부대는 포항시에 침투하는 조선인민군 제766독립연대로부터 포항시를 방어하는 임무를 맡았다.
8월 11일, 브래들리 특수임무부대는 연일 비행장에서 출격하여 포항시 주변의 조선인민군에 반격을 가했고, 포항 특수임무부대는 안강읍 지역에서 공격했다. 양측 병력은 즉시 조선인민군 부대의 저항에 부딪혔다. 그 무렵 조선인민군은 포항시를 점령했다. 이어진 것은 포항시와 안강읍 주변의 넓은 지역을 가로지르는 복잡한 일련의 전투였으며, 미 공군의 지원을 받은 국군이 주변에서 작전 중인 조선인민군 부대들을 교전했다.
조선인민군 제12사단은 포항시 서쪽 계곡에서 작전 중이었으며 포항 특수임무부대와 국군 수도사단을 격퇴할 수 있었다. 동시에 조선인민군 제766보병연대와 조선인민군 제5사단 일부가 포항시 내외 및 남쪽에서 브래들리 특수임무부대와 교전했다. 미 해군 포격은 조선인민군 병력을 도시에서 몰아낼 수 있었지만, 전투가 도시 주변 언덕으로 옮겨가면서 그곳은 치열한 무인지대가 되었다.

### 유엔군 철수

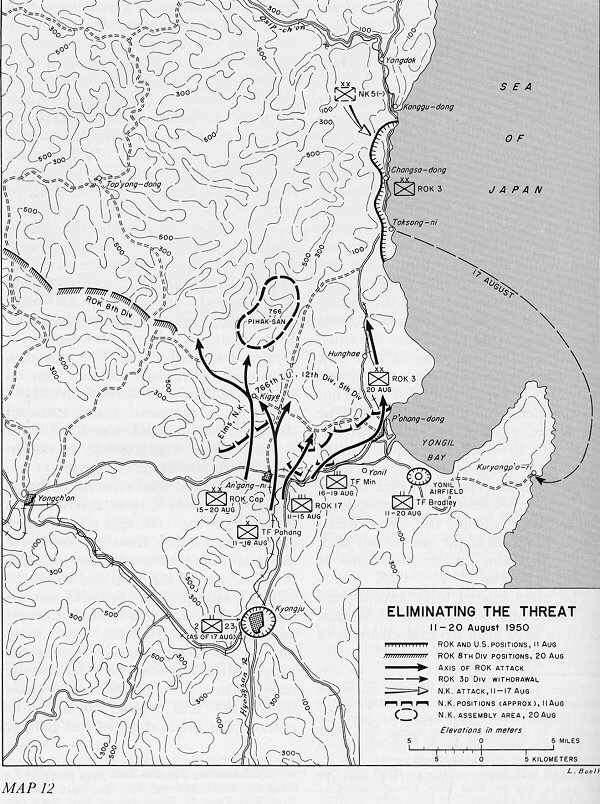
한국군 부대가 치열한 전투 끝에 북한군을 북쪽으로 밀어붙이는 모습, 8월 11일~20일.

8월 13일까지 조선인민군 병력은 연일 비행장 서쪽과 남서쪽 산악 지대에서 작전 중이었다. 미 공군 지휘관들은 적의 공격을 경계하여 유엔군 사령관 더글러스 맥아더 장군의 불평에도 불구하고 비행장에서 제39 및 제40전투비행대대의 P-51 45대를 철수시켰다. 그러나 비행장은 유엔 지상군의 보호를 받았으며 직접적인 조선인민군의 공격을 받지 않았다. 이 비행대들은 일본 규슈의 쓰이키로 이동했다.
포항시 남쪽에서 전투가 격렬해지는 동안, 국군 제3사단은 조선인민군 제5사단으로부터의 압력을 계속 받고 있었다. 조선인민군은 국군 부대가 붕괴되기를 바라며 계속 공격했고, 조선인민군 병력은 국군 사단의 방어선을 서서히 잠식하여 점점 더 작은 포위망으로 밀어붙였다. 국군 제3사단은 남쪽으로 장사동 마을로 밀려났고, 미 해군 계획자들은 LST와 DUKW를 이용한 사단 철수를 준비하기 시작했다.
이 사단은 남쪽으로 20 마일 (32 km) 이동하여 연일만에서 다른 유엔군과 합류하여 조선인민군을 이 지역에서 몰아내는 협력 공격을 펼칠 예정이었다. 이 철수는 8월 16일 밤 미 해군의 강력한 지원 아래 이루어졌다. 총 9,000명의 사단 병력과 1,200명의 경찰, 1,000명의 노동자가 남쪽으로 철수했다. 이제 진격의 절정에 달한 조선인민군 사단들은 전선을 대구에서 12 mi (19 km) 이내로 밀어붙였다.

### 북한군의 패배
8월 14일까지 조선인민군 제5사단과 제12사단, 그리고 제766독립연대의 대규모 병력이 포항시 점령에 전적으로 집중하고 있었다. 그러나 미군의 공중 우세와 도시에 대한 해군 포격으로 인해 점령할 수 없었다. 더 중요하게도, 이 사단의 보급망은 완전히 붕괴되어 식량, 탄약, 보급품을 더 이상 확보할 수 없었다. 포로로 잡힌 조선인민군 포로들은 8월 12일 이후 식량을 전혀 받지 못했으며 너무 지쳐서 전혀 싸울 수 없었다고 주장했다. 이들에 맞서 국군 수도사단과 포항 특수임무부대, 브래들리 특수임무부대가 합류하여 조선인민군을 이 지역에서 몰아내기 위한 최종 공세를 준비하고 있었다.
유엔군은 8월 15일 정체된 조선인민군에 대한 최종 반격을 시작했다. 포항시 주변에서 며칠 동안 치열한 전투가 이어졌고, 양측은 공방전에서 막대한 사상자를 냈다. 8월 17일까지 유엔군은 경주 회랑과 안강읍에서 조선인민군 병력을 밀어낼 수 있었고, 대구로 가는 보급로를 즉각적인 위험에서 벗어나게 했다. 병력이 1,500명으로 줄어든 조선인민군 제766독립연대는 포위당하는 것을 막기 위해 북쪽으로 철수할 수밖에 없었다.
병력이 1,500명으로 줄어든 조선인민군 제12사단도 이 전투 이후 포항시에서 철수했으며, 막대한 사상자로 지쳐 있었다. 두 부대는 합류하여 보충병을 받았고, 조선인민군 제12사단은 5,000명의 병력으로 재편성되었다. 8월 19일까지 조선인민군은 공세에서 완전히 철수하여 산으로 후퇴했다. 국군 수도사단 병력은 기계 북쪽으로 2 mi (3.2 km) 진격했고, 국군 제3사단은 포항시를 탈환하고 다음 날 도시 북쪽으로 진격했다. 국군 전선은 몇 마일 뒤로 밀려났지만, 조선인민군을 격퇴하는 데 성공했다.

## 여파
포항 전투는 끊임없는 전투로 이미 지쳐 있던 조선인민군 부대에게 결정적인 전환점이었다. 조선인민군 보급선은 한계점까지 늘어나 붕괴되었고, 이는 보급 중단으로 이어져 전투의 흐름을 바꾸는 주요 요인으로 작용했다. 더욱이, 미 공군의 공중 우세 또한 이 전투에서 결정적이었다. 미군 항공기의 반복적인 공격으로 조선인민군은 목표를 달성하고 점령하는 것을 막았다.
조선인민군과 국군 모두의 미흡한 조직력으로 인해 양측의 총 사상자를 정확히 추정하기가 극도로 어려웠다. 여러 부대가 전투에서 완전히 파괴되어 정확한 사상자 집계가 어려웠다. 국군의 메모에 따르면 8월 17일 이후 포항 지역에서 조선인민군 3,800명이 사망하고 181명이 포로로 잡혔다고 주장했다. 그러나 사상자 수는 이보다 훨씬 많을 가능성이 있다. 조선인민군 제12사단만 해도 8월 5일 병력 6,000명에서 8월 17일에는 1,500명으로 줄어든 것으로 보고되어, 최소 4,500명 이상의 사상자를 낸 것으로 보인다.

## 대중문화에서
- 포화 속으로 (2010), 이재한 감독. 주연 차승원, 권상우, T.O.P, 김승우, 박진희 (배우).